# Marden-Automobile
Die Société d’Exploitation Marden-Automobile, zuvor Automobiles Marden, war ein französischer Hersteller von Automobilen. Der Markenname lautete Marden.

## Unternehmensgeschichte
Teddy Marson und sein Partner Denape gründeten 1975 in Neuilly-sur-Seine das Unternehmen Automobiles Marden und begannen mit der Produktion von Automobilen. 1979 erfolgte eine Umfirmierung in Société d’Exploitation Marden-Automobile und der Umzug nach Offranville. 1992 endete die Produktion. Marden ist aus den Namen der Firmeninhaber Teddy Marson und Denape zusammengesetzt.

## Fahrzeuge

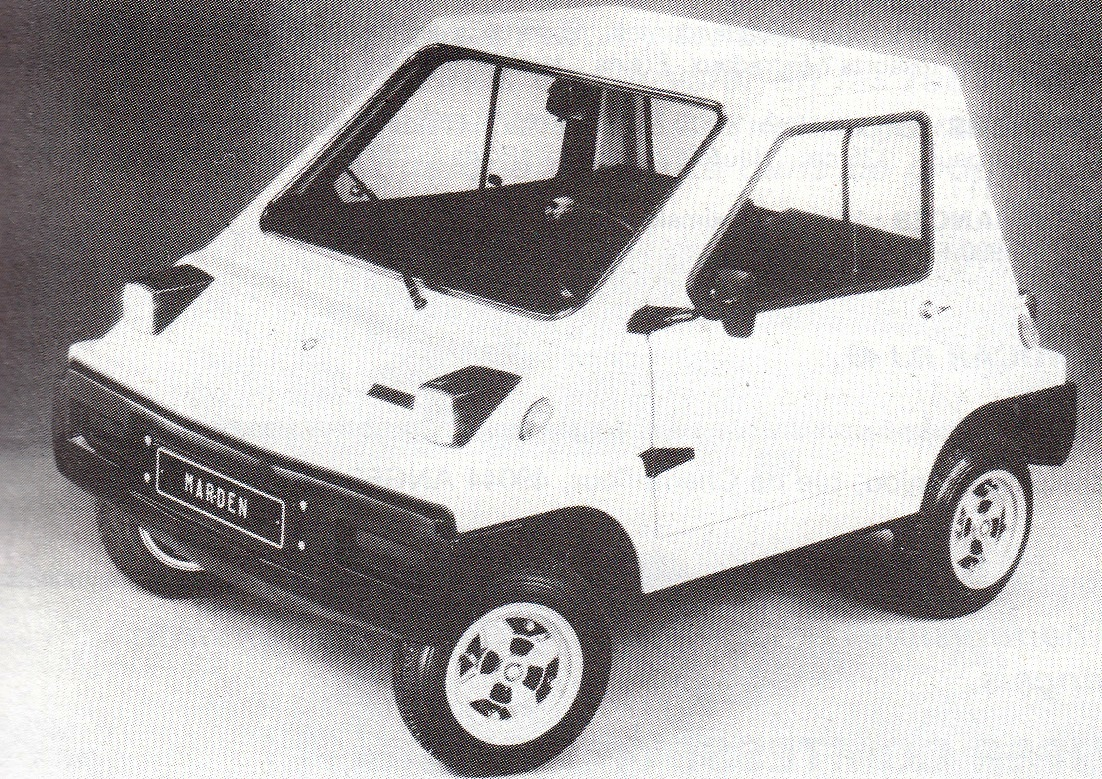
Marden (1981)

Hergestellt wurden Kleinstwagen. Das Modell Espace I von 1975 wurde von zwei Elektromotoren angetrieben. Alternativ waren Benzinmotoren mit Hubräumen von 125 cm³ und 500 cm³ lieferbar. Die Fahrzeuglänge betrug 2,1 Meter. 1976 wurde zusätzlich der Espace II mit einem luftgekühlten Einscheiben-Wankelmotor von Sachs mit 23 PS im Heck vorgestellt. 1978 erschien außerdem ein Fahrzeug mit einer Länge von 2,65 Meter, das wahlweise von dem Motor des Citroën 2CV oder einem Motorradmotor mit 125 cm³ Hubraum angetrieben wurde.